# Erzbistum Jalapa
Das Erzbistum Jalapa (lat.: Archidioecesis Ialapensis, span.: Arquidiócesis de Jalapa) ist eine in Mexiko gelegene römisch-katholische Erzdiözese mit Sitz in Xalapa.

## Geschichte
Das Bistum Veracruz-Jalapa wurde am 19. März 1863 durch Papst Pius IX. aus Gebietsabtretungen der Bistümer Antequera und Tlaxcala als Bistum Veracruz-Jalapa errichtet und dem Erzbistum Mexiko-Stadt als Suffraganbistum unterstellt. Am 24. November 1922 gab das Bistum Veracruz-Jalapa Teile seines Territoriums zur Gründung des mit der Apostolischen Konstitution Orbis catholici errichteten Bistums Papantla ab.
Das Bistum Veracruz-Jalapa wurde am 29. Juni 1951 durch Papst Pius XII. mit der Apostolischen Konstitution Inter praecipuas zum Erzbistum erhoben. Am 23. Mai 1959 gab das Erzbistum Veracruz-Jalapa Teile seines Territoriums zur Gründung des mit der Apostolischen Konstitution Quibus christiani errichteten Bistums San Andrés Tuxtla ab. Das Erzbistum Veracruz-Jalapa wurde am 9. Juni 1962 in Erzbistum Jalapa umbenannt. Am 15. April 2000 gab das Erzbistum Jalapa Teile seines Territoriums zur Gründung des mit der Apostolischen Konstitution Ministerium Nostrum errichteten Bistums Córdoba und zur Gründung des mit der Apostolischen Konstitution Adiutorium ferre errichteten Bistums Orizaba ab.

## Ordinarien

### Bischöfe von Veracruz-Jalapa
- Francisco de Paula Suárez Peredo y Bezares, 1863–1869
- José María Mora y Daza, 1870–1884, dann Bischof von Tlaxcala
- José Ignacio Suárez Peredo y Bezares, 1887–1894
- Joaquín Acadio Pagaza y Ordóñez, 1895–1919
- Rafael Guízar Valencia, 1919–1938
- Manuel Pío López Estrada, 1939–1951

### Erzbischöfe von Veracruz-Jalapa
- Manuel Pío López Estrada, 1951–1962

### Erzbischöfe von Jalapa
- Manuel Pío López Estrada, 1962–1968
- Emilio Abascal y Salmerón, 1968–1979
- Sergio Obeso Rivera, 1979–2007
- Hipólito Reyes Larios, 2007–2021
- Jorge Carlos Patrón Wong, seit 2021